# Barbaste
Barbaste är en kommun i departementet Lot-et-Garonne i regionen Nouvelle-Aquitaine i sydvästra Frankrike. Kommunen ligger i kantonen Lavardac som tillhör arrondissementet Nérac. År 2022 hade Barbaste 1 498 invånare.

## Befolkningsutveckling
Antalet invånare i kommunen Barbaste
| Referens: INSEE |